# Norops vicarius
Norops vicarius este o specie de șopârle din genul Norops, familia Polychrotidae, descrisă de Williams 1986. Conform Catalogue of Life specia Norops vicarius nu are subspecii cunoscute.